# USS Luzon (PG-47)
USS Luzon (PG-47) được đặt bởi Công ty Dock và Kỹ thuật Kiangnan, Thượng Hải, Trung Quốc vào ngày 20 tháng 11 năm 1926; ra mắt ngày 12 tháng 9 năm 1927; được tài trợ bởi Hoa hậu Mary C. Carter, con gái của Tư lệnh Andrew F. Carter và được ủy nhiệm vào ngày 1 tháng 6 năm 1928.

## Lịch sử hoạt động
Là một trong tám pháo hạm được chế tạo để phục vụ trên sông Dương Tử ở Trung Quốc, Luzon đã được đổi tên PR-7 vào ngày 15 tháng 6. Từ khi được đưa vào hoạt động cho đến tháng 12 năm 1938, con tàu đã phục vụ như là tàu tuần dương của Đội Tuần tra sông Dương Tử, hoạt động ngoài Hankow, giữa các cảng như Nanking, Chungking và Thượng Hải. Tháng 8 năm 1937, sau khi Nhật Bản tấn công vào Thượng Hải, Luzon đã sơ tán nhân viên Đại sứ quán Hoa Kỳ sang Chunking.
Vào tháng 12 năm 1938, con tàu đến Thượng Hải để giải toả Augusta (CA-31) làm tàu chở hàng. Ngoại trừ các chuyến đi không thường xuyên đến Nam Kinh, Vu Hồ và các cảng khác trên sông Dương Tử, nó vẫn ở Thượng Hải cho đến ngày 29 tháng 11 năm 1941 khi rời Philippines.
Luzon đến Manila vào ngày 30 tháng 12, chỉ 23 ngày sau khi cuộc tấn công của Nhật Bản vào Trân Châu Cảng đưa Hoa Kỳ tham chiến vào Thế chiến II. Sau đó, con tàu bắt đầu các hoạt động tuần tra ở vùng biển Philipin, giúp bảo vệ Bataan, từ ngày 1 tháng 2 cho đến khi đầu hàng Nhật Bản ngày 9 tháng 4, và Corregidor
Ngày hôm sau, với việc đầu hàng của Corregidor với Nhật Bản, Luzon, cùng với Oahu (PR-6) và Quail (AM-15), đã bị bắt tại Vịnh Manila, và sau đó đã bị xóa đăng bạ Hải quân vào ngày 8 tháng 5 năm 1942.

## Phục vụ trong Hải quân Nhật Bản
Vào cuối tháng 5 năm 1942, Hải quân Hoàng gia Nhật Bản (IJN) đã cử các tàu tuần tra cứu hộ thu hồi và sửa chữa Cơ sở Sửa chữa 103 ở Cavite. Khẩu pháo AA 3 inch phía trước của con tàu đã được thay thế bởi một cấu trúc thượng tầng. Ngày 1 tháng 8, Luzon được đổi tên thành Karatsu (唐 津), và giao cho Hải quân Nhật ở Sasebo, dưới quyền Phó đô đốc Takahashi Ibo (trước đây là Hạm trưởng của thiết giáp hạm Kirishima) thuộc Hạm đội Viễn chinh Thứ ba của Nhật Bản tại khu vực Tây Nam. Mặc dù đã là một tàu khu trục của Hải quân Nhật Bản, nhưng công việc sửa chữa vẫn tiếp tục biến con tàu thành một chiếc tàu khu trục săn ngầm, bao gồm việc lắp đặt một hệ thống sonar. Công việc đã được hoàn thành vào ngày 14 tháng 10, và ngày hôm sau, con tàu được giao lại cho Đội Cảnh sát Cebu. Trong hai năm tiếp theo, nó hoạt động chủ yếu cùng với Quân đội Hoàng gia Nhật để điều hành các hoạt động phản chiến, với các chuyến đi hộ tống / tuần tra thứ cấp. Trong những nhiệm vụ này, Karatsu đã giúp đánh chìm tàu ngầm Cisco (SS-290), với sự trợ giúp của hai chiếc Nakajima B5N thuộc Tập đoàn Không quân 954 của IJN (海軍 第 954 航空 隊 九七 艦 攻). Vào ngày 3 tháng 3 năm 1944, Karatsu bị trúng ngư lôi bởi tàu Narwhal (SS-167) gần đảo Philippine và phải kéo trở lại Cebu. Thiệt hại quá lớn của nó nên không thể sửa chữa tại Cebu, và Karatsu đã được kéo đến Manila để sửa chữa Cơ sở Sửa chữa 103 tại Cavite. Vào ngày 22 tháng 1 năm 1945, trước khi sửa chữa xong, con tàu được lệnh phải rời khỏi Manila càng sớm càng tốt. Không thể rời khỏi đúng thời gian, Hải quân Nhật Bản đã quyết định đẩy Karatsu vào để chặn một kênh tại Vịnh Manila vào ngày 5 tháng 2, và vào ngày 10 tháng 4, Karatsu bị xóa khỏi đăng bạ Hải quân Nhật Bản.